# Iniziativa Transahariana di Lotta contro il Terrorismo
L'Iniziativa Transahariana di Lotta contro il Terrorismo (Trans-Saharian Counter-Terrorism Initiative in lingua inglese (TSCTI) è stata una iniziativa di cooperazione intergovernativa militare internazionale che ha fatto seguito, dal 2005 al 2008, all'Iniziativa Pan Sahel (IPS o PSI) nell'Africa Nord-Occidentale.
Nel 2005, la PSI si è allargata ad includere Tunisia, Algeria, Marocco, Senegal e Nigeria, divenendo la TSCTI. La TSCTI ha ricevuto un finanziamento di 500 milioni di dollari per un periodo di sei anni, per fornire sostegno agli stati coinvolti in operazioni antiterrorismo contro supposte minacce di al-Qāʿida nel Maghreb e nel Sahel.
Numerosi osservatori fanno notare che i governi della regione hanno tutto da guadagnare nell'associare i movimenti armati locali, e il permanente contrabbando, con al-Qāʿida e la “guerra al terrore”. Ciò al fine di guadagnare legittimità internazionale, oltre che sostegno militare, attrezzature e formazione.
Gli Stati Uniti ritengono che la regione del Sahel sia diventata un luogo di addestramento per reclute islamiste; tuttavia non si registrano atti di terrorismo all'interno della vasta regione prima del 2003, e i due episodi maggiori - il rapimento dei turisti tedeschi nel marzo 2003 e l'attacco durante le esercitazioni congiunte “Flintlock” nel 2005 - hanno sollevato dubbi.
La regione del Sahara era considerata dall'amministrazione americana un possibile rifugio per terroristi ed un'area di acuta vulnerabilità, dovuta a confini porosi, vasti spazi deserti, e una lunga tradizione di traffici d'armi e di contrabbando. La TSCTI avrebbe dovuto assistere i governi nel controllo del territorio e nella prevenzione delle infiltrazioni terroristiche nei territori deserti. La TSCTI veniva quindi pianificata come una continuazione della PSI. L'intento della TSCTI era di costruire le capacità militari locali e favorire la cooperazione tra i governi filo-americani dell'area.
La componente militare americana della TSCTI è detta Operazione Libertà Duratura - Trans Sahara (OEF-TS). Essa prevede azioni militari e paramilitari, al fine di eliminare le reti terroriste transnazionali, le loro infrastrutture e condizioni di attività.